# ストゥルノ
ストゥルノ（伊: Sturno）は、イタリア共和国カンパニア州アヴェッリーノ県にある、人口約3,000人の基礎自治体（コムーネ）。

## 地理

### 位置・広がり

#### 隣接コムーネ
隣接するコムーネは以下の通り。
- カリーフェ
- カステル・バロニーア
- フルーメリ
- フリジェント
- ロッカ・サン・フェリーチェ